# Crypt of the Devil
Crypt of the Devil är det amerikanska death metal-bandet Six Feet Unders fjortonde fullängdsalbum, som gavs ut i maj 2015 av Metal Blade Records.
Alla texter är skrivna av Chris Barnes och musiken är komponerad av gitarristen Phil Hall (sologitarrist i death metal-bandet Cannabis Corpse). Alla låtarna komponerades under en turné 2013.

## Låtförteckning
1. "Gruesome" – 3:07
2. "Open Coffin Orgy" – 4:23
3. "Broken Bottle Rape" – 3:03
4. "Break the Cross in Half" – 3:36
5. "Lost Remains" – 3:26
6. "Slit Wrists" – 3:55
7. "Stab" – 3:53
8. "The Night Bleeds" – 4:10
9. "Compulsion to Brutalize" – 3:18
10. "Eternal in Darkness" – 4:13

Text: Chris Barnes

Musik: Phil Hall

## Medverkande
Musiker (Six Feet Under-medlemmar)
- Chris Barnes – sång

Bidragande musiker
- Phil Hall – rytmgitarr, basgitarr
- Brandon Ellis – sologitarr
- Josh "Hallhammer" Hall – trummor
- Ray Suhy – sologitarr (spår 2)
- Rebecca Scammon – sologitarr (spår 4)

Produktion
- Phil Hall – ljudtekniker
- Carson Lehman – ljudtekniker (sång)
- Rob Caldwell – ljudmix
- Alan Douches – mastering
- Brian Ames – omslagsdesign
- Mike Hrubovcak – omslagskonst